# Agotarás
Agotarás es el cuarto trabajo en estudio de Saratoga, banda española de Heavy metal, publicado en 2002. El nombre del disco viene de leer el nombre del grupo, Saratoga, al revés. Considerado por muchos como el mejor álbum de la banda hasta la fecha, lo cierto es que con este disco recibieron el reconocimiento de tantos años de trabajo. Agotarás presenta una estructura más simple que su predecesor, Vientos de Guerra; creando una simplicidad relativa que ha aportado un nuevo sonido más contundente a la banda, así como algunos de sus temas más reconocibles.

## Canciones
1. 11901 - 1:24
2. Con mano izquierda - 4:26
3. Tras las rejas  - 4:40
4. A morir - 4:06
5. Las puertas Del cielo - 3:46
6. El gran cazador - 4:50
7. Oscura la luz - 4:41
8. Rompehuesos - 4:12
9. Parte de mí - 4:23
10. Viaje por la mente - 4:10
11. Mercenario  - 5:05
12. Doblas las campanas - 3:53
13. Resurrección - 4:36
14. Ratas - 4:07

## Formación
- Jero Ramiro - Guitarra
- Niko del Hierro - Bajo
- Leo Jiménez - Voz
- Dani Pérez - Batería

- Datos: Q5659940